# Propsephus maynei
Propsephus maynei is een keversoort uit de familie kniptorren (Elateridae). De wetenschappelijke naam van de soort is voor het eerst geldig gepubliceerd in 1958 door Basilewsky.